# Louis Hunter
Louis Hunter, né le 17 mars 1992 à Sydney, Australie, est un acteur australien.

## Biographie
Louis Hunter est né et vit à Sydney en Australie. Il a commencé sa carrière dans la série Out of the Blue (en) en 2008. Il apparaît également dans sept épisodes de la série américaine The Secret Circle.
Louis Hunter a affirmé en 2009 qu'il aimait l'équitation.

## Filmographie

### Télévision

#### Série télévisée
- 2008 : Out of the Blue (en) (37 épisodes) : Kyle Mulroney
- 2012 : The Woodlies (7 épisodes) : Sevenpoints (voix)
- 2011 - 2012 : The Secret Circle (7 épisodes) : Nick Armstrong
- 2014 : Red Band Society (saison 1, épisode 07 : Know Thyself) : Jay
- 2016 - 2017 : The Fosters (15 épisodes) : Nick Stratos
- 2018 : Troie : La Chute d'une cité (Troy: Fall of a City) : Pâris

### Cinéma

#### Court métrage
- 2010 : Purgatory : (voix)
- 2011 : White Pistol : Louis Hunter
- 2011 : White Pistol (vidéo) : Louis Hunter
- 2012 : The Bunker :
- 2015 : Jimmy : Jimmy
- 2015 : Our Last Day as Children : Jeremy Walter
- 2015 : Pick Up : Guy

#### Long métrage
- 2009 : The 7th Hunt : Tom
- 2016 : Jack Goes Home : Duncan
- 2016 : Killing Animals : Ryan
- 2016 : The Honor Farm : JD